# Теракт в Алеппо (март 2012)
18 марта 2012 года в жилом районе сирийского города Алеппо прогремел взрыв заминированного автомобиля. В результате этого инцидента погибли два сотрудника сил безопасности и одна женщина. Кроме того, около 30 местных жителей получили ранения. Сирийское государственное информационное агентство охарактеризовало произошедшее как теракт.
В результате взрыва бомбы были серьёзно повреждены жилые дома и близлежащий монастырь.
Это был второй взрыв в городе, который произошёл в 2012 году в рамках гражданской войны в Сирии и стал частью серии смертоносных атак на город.